# Citroën Berlingo

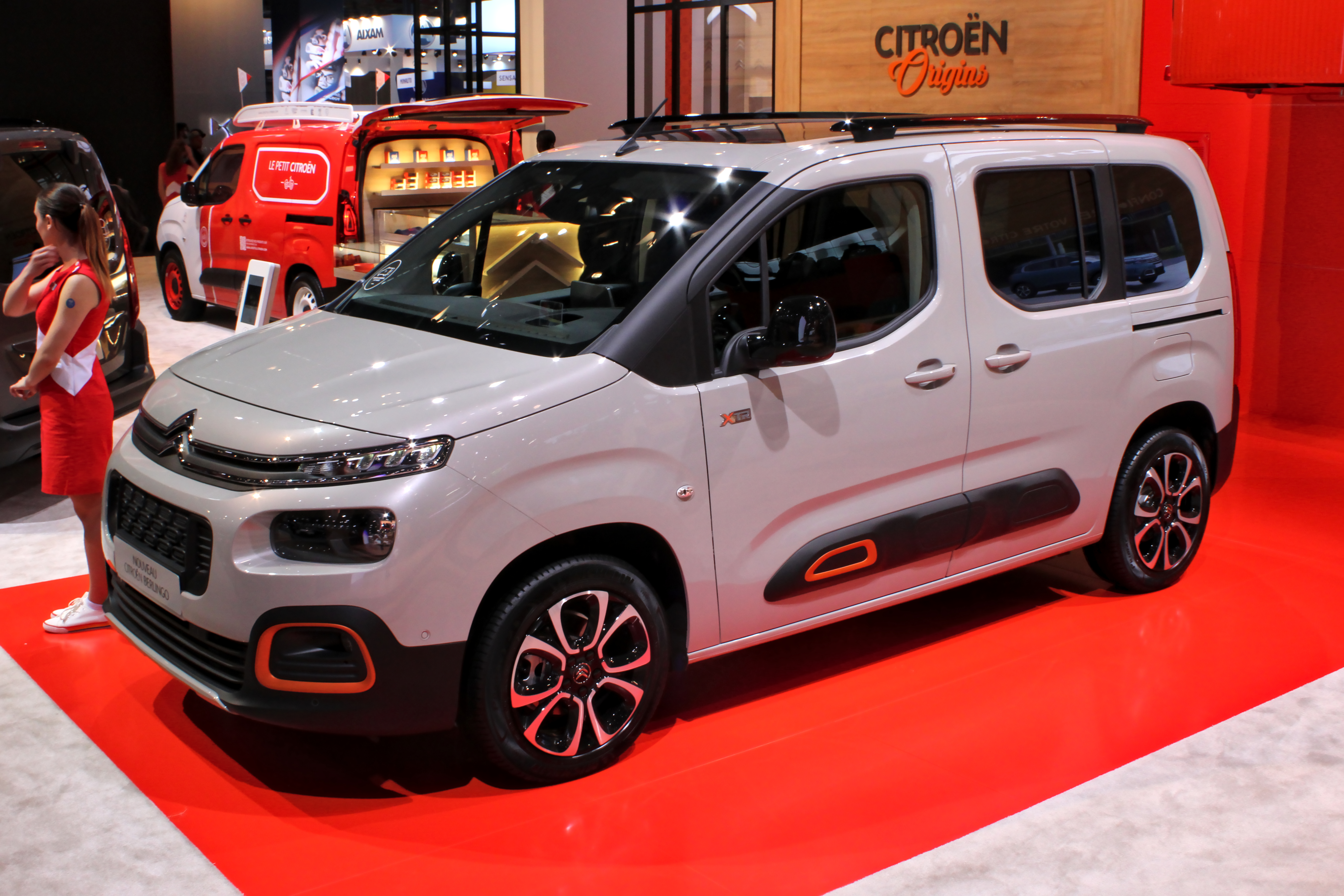
Citroën Berlingo

Citroën Berlingo är en bilmodell från den franska biltillverkaren Citroën som i sin första generation presenterades 1996. Modellen är en transportbil. Berlingo är resultatet av ett transportbilsprojekt tillsammans med Peugeot och deras version, Partner, är näst intill identisk. Topphastigheten enligt tillverkaren ligger kring 160 km/h.
Modellen finns även som elbil där man hyr batterierna av Citroën, samt som inredd passagerarversion och som handikappanpassad med höj- och sänkbar bakfjädring samt en ramp för att lasta rullstolar. År 2002 genomgick modellen en ansiktslyftning och till 2006 fick den ännu en. Den sistnämnda fick sidokrockkuddar, bredare sidoskyddslist och klarglas för baklyktorna.
Berlingo Family är den praktiska familjebilsversionen som med nedfällt baksäte rymmer 2 800 liter.
År 2008 ersattes Berlingo av två modeller; dels med en större version med samma namn och dels med den mindre Nemo-modellen. Den nya Berlingo bygger på teknik från Citroën C4 och säljs även som Peugeot Partner.